# LGBT práva na Kubě

Duhová mapa Kuby

Lesby, gayové, bisexuálové a translidé (LGBT) se na Kubě mohou setkávat s právními komplikacemi, které jsou pro většinovou společnost neznámé.
Veřejná antipatie k LGBT osobám je na Kubě historicky rozšířená a v podstatě reflektuje zdejší regionální normy. K výraznému posunu na tomto poli došlo až v 90. letech. Do roku 2018 se značně zlepšilo společenské postavení LGBT menšiny. Díky tomu začali místní LGBT aktivisté vést veřejnou kampaň za legalizaci stejnopohlavního manželství. Vzdělávací kampaně v oblasti LGBT problematiky vede Kubánské národní centrum pro sexuální výchovu, v jejímž čele stojí Mariela Castrová, dcera kubánského prezidenta Raúla Castra a neteř kubánského revolucionáře Fidela Castra. V Havaně se každý rok v květnu při příležitosti Mezinárodního dne proti homofobii, bifobii a transfobii koná pochod gay pride. Účast se rok s rokem zvyšuje.

## Historie

### Předrevoluční Kuba
Před revolucí fungovalo v kubánské Havaně několik LGBT-friendly barů – St. Michel, the Dirty Dick a El Gato Tuerto. I tak ale měla Kuba zákony kriminalizující homosexualitu a homosexuální muži se tak často stávali terčem harašmentu. Být „maricón“ (buzerant) znamenalo sociální vyloučení.

## Stejnopohlavní sexuální styk

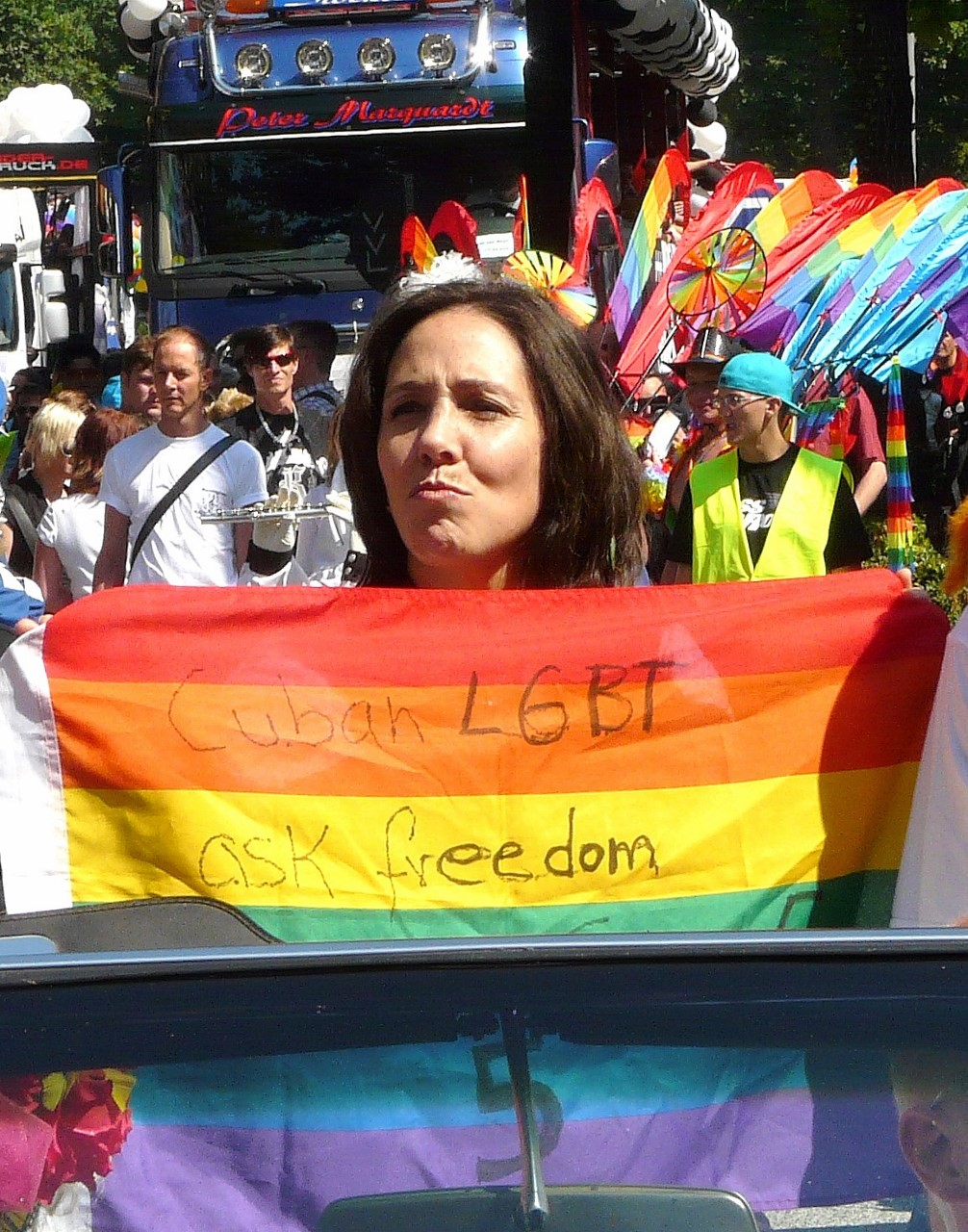
Mariela Castrová, dcera Raúla Castra patří mezi nejznámější a nejprominentnější kubánské LGBT aktivisty.

Bezúplatný a konsensuální pohlavní styk mezi osobami stejného pohlaví, které jsou starší 16 let, je na Kubě legální od roku 1979.

## Stejnopohlavní soužití
První veřejnou kampaň za novelu ústavu, která by legalizovala stejnopohlavní manželství, zahájily kubánské LGBT skupiny na konci roku 2017. V červenci 2018 schválil kubánský parlament navrženou změnu ústavy, která zahrnuje také legalizaci sňatků pro páry stejného pohlaví. Aby se stala platnou, musí dojít ještě k jejímu schválení v referendu. Toto se také stalo v září 2022, kdy občané Kuby v referendu schválili stejnopohlavní manželství a adopce dětí stejnopohlavními páry.

## Ochrana před diskriminací
Homofobní diskriminace na pracovišti je v souladu se ustanoveními zákona o rovných příležitostech zakázaná. Ten samý zákon ale nepamatuje na právní ochranu jiných genderových identit a LGBT diskriminaci v ostatních oblastech společenského života, jako jsou vzdělávání, bydlení a veřejné služby. Mariela Castrová, ředitelka Národního centra pro sexuální výchovu, lobbuje za zákaz diskriminace jiných genderových identit, HIV pozitivních a zdravotně postižených na pracovišti. Příslušný návrhy novely zákona o rovných příležitostech byl však zamítnut.

## Práva translidí
Od června 2008 umožňují kubánské zákony chirurgickou změnu pohlaví.

## Sociální podmínky

### Svoboda shromažďování
Podle informací Mezinárodní lesbické, gay, bisexuální, trans a intersex asociace a jiných zdrojů fungovala na Kubě pouze jedna organizace lobbující za občanská práva gayů a leseb, a to Cuban Association of Gays and Lesbian, založená v roce 1994 osmnácti aktivisty, kteří byli po jejím uzavření ze strany státních autorit odsouzeni.
Od roku 2008 pořádá Národní centrum pro sexuální výchovu některé LGBT festivaly a pochody gay pride.
V r. 2013, týden po drag shows, barevných manifestacích, sociálních a kulturních událostí v Havaně došlo na Kubě k velkým oslavám při příležitosti Mezinárodního dne proti homofobii.

### Nosotros también amamos
V roce 2015 spustila lidskoprávní organizace „Corriente Martiana“ projekt „Nosostros también amamos“, jehož cílem je dosáhnout legalizace manželství párů stejného pohlaví. Součástí projektu jsou také skupiny „Fundación Cubana por los Derechos de la comunidad de Lesbianas, Gay, Bisexuales, Trans e Intersex (LGBTI) a gay projekt "SHUI TUIX“.
V červnu 2016 deklaroval „Babel“, kubánský společensko-kulturní projekt, který je také podporovatelem iniciativy za manželskou rovnost toto: „Všichni lidé se rodí svobodní a sobě rovní co do důstojnosti a práv bez ohledu na rasu, barvu kůže, pohlaví, národnost, etnikum, politické, náboženské, ideologické, sexuální, či jakékoli jiné preference.“

## Kultura

### Filmy
- Lizette Vila's, dokumentární film, Y hembra es el alma mía (1992) and Sexualidad: un derecho a la vida (2004), ukazuje život kubánských MtF translidí a transvestitů.
- Mauvaise Conduite or Improper Conduct, dokumentární film z roku 1984 režírovaný Néstorem Almendrem a Orlandem Jiménezem Lealem o pracovních táborech UMAP
- Než se setmí (2000), režisér Julian Schnabel, je založena na autobiografii kubánského disidenta Reinalda Arena
- Fresa y Chocolate, (Jahody a čokoláda, 1993), režiséři Tomás Guitérrez Alea a Juan Carlos Tabío, děj filmu se odehrává okolo komplikovaného vztahu mezi marxistickým studentem a gay umělcem. Jednalo se o první kubánský film, který získal Oskara.

## Souhrnný přehled
| Legální stejnopohlavní styk                                                            | (1979)                    |
| Stejný věk legální způsobilosti k pohlavnímu styku pro obě orientace                   | (1979)                    |
| Antidiskriminační zákony v zaměstnání                                                  | (2013)                    |
| Antidiskriminační zákony v přístupu ke zboží a službám                                 | (2019)                    |
| Antidiskriminační zákony v ostatních oblastech (homofobní urážky, zločiny z nenávisti) | (2019)                    |
| Stejnopohlavní manželství                                                              | (Po referendu od r. 2022) |
| Jiná forma stejnopohlavního soužití                                                    | (2022)                    |
| Adopce dítěte partnera                                                                 | (2022)                    |
| Společná adopce dětí stejnopohlavními páry                                             | (2022)                    |
| Gayové a lesby smějí otevřeně sloužit v armádě                                         | (1993)                    |
| Možnost změny pohlaví                                                                  | (2008)                    |
| Přístup k umělému oplodnění pro lesbické ženy                                          | No                        |
| Náhradní mateřství pro gay páry                                                        | No                        |
| Zákaz konverzní terapie praktikované na dětech a mládeži                               | No                        |
| MSM smějí darovat krev                                                                 | (1979)                    |